# 1964 au Nouveau-Brunswick
Chronologie du Nouveau-Brunswick
- 1960
- 1961
- 1962
- 1963
- 1964
- 1965
- 1966
- 1967
- 1968

Cette page concerne des événements d'actualité qui se sont produits durant l'année 1964 dans la province canadienne du Nouveau-Brunswick.

## Événements
- Avril : Mise en service de la Mine Brunswick.
- 14 février : Nelson Rattenbury est nommé sénateur.
- 16 mars : le libéral Camille Bordage remporte l'élection partielle de Kent à la suite de la mort de Hugh A. Dysart.
- 7 juillet : création du Parc international Roosevelt de Campobello.
- 9 novembre : la libérale Margaret Rideout remporte l'élection partielle fédérale de Westmorland à la suite de la mort de son père, Sherwood Rideout. Elle devient ainsi la première femme néo-brunswickoise à être élue députée à la chambre des communes.

## Naissances
- 28 mars : Rodney Weston, député.
- 6 mai : Paul Robichaud, député, ministre et vice-premier ministre du Nouveau-Brunswick.
- 19 mai : Renée Blanchar, réalisatrice et scénariste.
- 9 octobre : John Ralston, acteur.

## Décès
- Isaïe Melanson, député.
- 13 janvier : Télésphore Arsenault, politicien.
- 21 juillet : James Edward Jack Patterson, député.